# Stollberg (Nordfriesland)
Der Stollberg (dänisch: Stolbjerg) ist im Kreis Nordfriesland mit 43,4 Metern über NN nach dem Sandesberg bei Ostenfeld (Husum) (53,3 Meter), der Uwe-Düne in der Gemeinde Kampen auf Sylt (50,2 Meter), dem Glockenberg (50,4 Meter) zwischen den Gemeinden Hude/Fresendelf und der Rantzauhöhe innerhalb des Langenbergs südlich der Gemeinde Leck (Nordfriesland) (44,8 Meter) die fünfthöchste Erhebung des Kreises. Der Stollberg – ein Teil des nach Westen vorstoßenden Geestrückens – entstand als sogenannte Altmoräne während der Saale-Eiszeit und wurde insbesondere während der Weichsel-Eiszeit abschließend geformt. Von hier aus hat man eine gute Sicht über die Landschaftsräume der näheren und weiteren Umgebung. Der Berg, der zur Gemeinde Bordelum gehört, liegt direkt an der Bundesstraße 5.
In der Nähe des Berges befindet sich die Stollbergquelle, die in früheren Zeiten als heilig angesehen wurde.
Im April 2002 hat das Ministerium für Umwelt, Natur und Forsten des Landes Schleswig-Holstein das Gebiet in diesem Bereich zum Naturerlebnisraum erklärt. 
Auf dem Stollberg steht der 108 Meter hohe Fernmeldeturm Bredstedt mit einer öffentlich zugänglichen Aussichtsplattform in 20 Metern Höhe. 

## Name
Die Erhebung wurde erstmals 1646 schriftlich genannt. Der Name leitet sich vermutlich vom nordfriesischen Begriff staal für eine erhöhte Stelle ab, vgl. hierzu auch altnordisch stóll in der Bedeutung von etwas feststehendem, erhöhtem, auch in der Bedeutung eines erhöhten Sitzplates.